# Stigmasterol
Stigmasterol (även känt som Wulzens antistyvhetsfaktor), C29H48O, är en fast, färglös sterol, som finns i bl.a. kalabar- och sojabönor.

## Egenskaper
Stigmasterol är en av en grupp av växtsteroler, eller fytosteroler, som innehåller β-sitosterol, kampesterol, brassicasterol, delta-7-stigmasterol och delta-7-avenasterol, som kemiskt liknar djurkolesterol. Fytosteroler är olösliga i vatten men lösliga i de flesta organiska lösningsmedel och innehåller en alkoholfunktionsgrupp.

## Förekomst
Stigmasterol, som först var känt som Wulzenfaktor, upptäcktes av fysiologen Rosalind Wulzen (född 1886) vid University of California.
Stigmasterol är en omättad växtsterol som förekommer i växtfetter eller oljor av soja, calabarböna och rapsfrö, och i ett antal medicinalväxter, inklusive kinesiska örter som Ophiopogon japonicus (Mai men dong), Mirabilis japala och amerikansk ginseng.
Stigmasterol finns också i olika grönsaker, baljväxter, nötter, frön, och opastöriserad mjölk. Pastörisering inaktiverar stigmasterol. Ätliga oljor innehåller högre mängd än grönsaker.

## Användning
Stigmasterol används som råvara för tillverkning av halvsyntetiskt progesteron, ett betydelsefullt mänskligt hormon som spelar en viktig fysiologisk roll i reglerings- och vävnadsombyggnadsmekanismer i samband med östrogeneffekter, samt fungerar som ett mellanled i biosyntesen av androgener, östrogener och kortikoider. Det fungerar också som ett försteg till vitamin D3.
Forskning har visat att stigmasterol kan vara användbart vid förebyggande av vissa cancerformer, inklusive äggstocks-, prostata-, bröst- och tjocktarmscancer. Studier har också visat att en kost rik på fytosteroler kan hämma upptaget av kolesterol och ge lägre serumkolesterolnivåer genom att konkurrera vid absorption i tarmen. Studier med försöksdjur som tillförts stigmasterol har visat att absorption av både kolesterol och sitosterol minskade med 23 % respektive 30 % under en 6-veckorsperiod. Den utgör också en potent antioxidant, med hypoglycemiska och sköldkörtelhämmande egenskaper. 
Stigmasterol är en föregångare till den anabola steroiden boldenon. Boldenonundecylenat används ofta inom veterinärmedicinen för att framkalla tillväxt hos boskap, men är också en av de vanligaste anabola steroiderna inom idrotten. Detta har lett till misstankar om att vissa idrottare som testats positiva för boldenon inte har konsumerat steroiden i sig själv, utan konsumerat livsmedel rika på stigmasterol.